# Марк Курций
Марк Курций (на латински: Marcus Curtius) e според римската легенда войник, който през 362 пр.н.е. се саможертва. На него е наречена дигиталната библиотека ЛакусКурций (LacusCurtius).
Марк Курций е от стария патрициански сабински род Курции.
Според Ливий през 362 пр.н.е. земята в средата на Римския форум се разцепва дълбоко и не може да се запълни с нищо. Авгурите смятат, че на мястото трябва да се жертва нещо, от което зависи най-много силата на Рим. Марк Курций, войник от благородна фамилия, мисли, че трябва да се подразбира смелостта на римския войник и се саможертва в Devotio. Той се хвърля с кон и оръжия в бездната. Мъжете и жените хвърлят плодове над него. Веднага бездната в земята се затворила.
Мястото на случката е наречено по-късно „Лакус Курций“ (Lacus Curtius).

## Галерия
- Lacus Curtius
- Марк Курций от Benjamin Haydon (1786 – 1846)
- Римски форум преди Цезар